# Aasif Mandvi
Aasif Mandvi, född 5 mars 1966 i Bombay, är en brittisk skådespelare.
Mandvi har bland annat medverkat i TV-serien Evil. Han har även medverkat i filmerna Tassar av stål samt The Internship.

## Filmografi (i urval)
- 2004 – Spider-Man 2
- 2008 – Livet från den andra sidan
- 2010 – The Last Airbender
- 2011 – Margin Call
- 2012 – Premium Rush
- 2013 – Movie 43
- 2013 – The Internship
- 2019–2022 – Evil (TV-serie)
- 2022 – Tassar av stål
- 2023 – Trollkarlens elefant